# Adrian Leijer
Adrian Leijer (Dubbo, 25 maart 1986) is een Australische voormalig voetballer van Nederlands-Engelse afkomst, die als centrale verdediger speelde.

## Clubvoetbal
Leijer speelde in eigen land bij Melbourne Knights (2003-2004) en Melbourne Victory (2005-2007). In 2004 had hij een proefperiode bij de Engelse club Everton FC, waar Leijer echter onvoldoende indruk maakte. Terug in Australië won hij in 2007 met Melbourne Victory de A-League en de verdediger ontving bovendien de "A-League Young Player of the Year Award". Leijer maakte in augustus 2007 de overstap naar Fulham FC. Hij speelde sinds augustus 2009 weer bij Melbourne Victory. In 2015 speelde Leijer in China voor Chongqing Lifan. Van 2016 top eind 2018 speelde hij in Zuid-Korea voor Suwon FC. In januari 2019 beëindigde hij zijn loopbaan.

## Nationaal elftal
Leijer was een vaste waarde in de Australische jeugdselecties. Hij trainde in de aanloop naar het WK 2006 mee met het nationaal elftal, maar hij ontbrak in de uiteindelijke selectie voor het toernooi. Op 22 maart 2008 speelde Leijer zijn enige wedstrijd voor het Australisch nationaal elftal in een vriendschappelijke wedstrijd tegen Singapore (0-0) als invaller na 63 minuten voor Michael Beauchamp. Hij maakte deel uit van de Australische selectie op de Olympische Zomerspelen 2008.